# 盘果草
盘果草（学名：Paracaryum himalayense）是紫草科盘果草属的植物，是中国的特有植物。分布在印度、阿富汗、巴基斯坦、克什米尔以及中国大陆的西藏等地，常生于山坡石地，目前尚未由人工引种栽培。